# Clytrinae
Sous-famille
Les Clytrinae (ou Cryptocephalinae selon certaines classifications) sont une sous-famille d'insectes coléoptères de la famille des Chrysomelidae.
D'autres auteurs ignorent Clytrinae au profit de la tribu des Clytrini.
La taxinomie des insectes est en pleine évolution voire révolution, et les différentes classifications sont très disparates notamment concernant les sections situées entre les ordres et les genres.

## Principaux genres rencontrés en Europe(à compléter)
- Clytra Laicharting, 1781 - tribu Clytrini
- Coptocephala Dejean, 1836 - tribu Clytrini
- Cryptocephalus Müller, 1764 - tribu Cryptocephalini